# Hippotragus
Hippotragus es un género de mamíferos artiodáctilos de la familia Bovidae. Son antílopes de vigorosa constitución y cuernos de gran tamaño vueltos hacia atrás.

## Especies
Se reconocen las siguientes especies:
- Hippotragus equinus
- Hippotragus niger
- Hippotragus leucophaeus †